# Ksenija Sukhinova
Ksenija Vladimirovna Sukhinova (russisk: Ксения Владимировна Сухинова, tr. Ksenija Vladimirovna Sukhinova; født 26. august 1987 i Nisjnevartovsk, Khanty-Mansíjskij autonome okrug, Sovjetunionen) er en russisk skønhedsdronning, vinder af Miss Rusland 2007 og Miss World 2008.

## Biografi
Født den 26. august 1987 i Nisjnevartovsk. Er per. 2008 bosat i Tjumen hvor hun studerer på det statslige olie og gas-universitet. Efter endt uddannelse vil hun modtage eksamensbevis i ledelse og datalogi. Som barn var hun stærkt engageret i rytmisk gymnastik, løb og skiskydning.

## Skønhedskonkurrencer
Den 14. december repræsenterede hun Tjumen i Miss Rusland-finalen i Moskva. Her vandt hun over 50 andre deltagere fra andre egne af Rusland. Grundet skolearbejde var hun ikke i standt til at repræsentere Rusland i Miss Universe konkurrencen i 2008 – Rusland blev i stedet repræsenteret af Vera Krasova, nummer to i Miss Rusland. Vera Krasova blev nummer tre i Miss Universe, som blev vundet af Dayana Mendoza fra Venezuela.
I december 2008 repræsenterede Ksenija Rusland i den 58. Internationale Miss World konkurrencen afholdt i Johannesburg, Sydafrika hvor hun løb af med sejren. Hun er den anden russer der har været kåret som Miss World. Den første var Julija Aleksandrovna Kurotjkina i 1992. En anden russer, Oksana Fjodorova vandt Miss Universe i 2002.